# Порто Сан Джорджо
По̀рто Сан Джо̀рджо (на италиански: Porto San Giorgio) е пристанищен град и община в Централна Италия, провинция Фермо, регион Марке. Разположен е на брега на Адриатическо море. Населението на общината е 16 386 души (към 2010 г.).
До 2004 г. общината е част от провинция Асколи Пичено, когато участва в новата провинция Фермо.